# العلاقات الكويتية الجامايكية
العلاقات الكويتية الجامايكية هي العلاقات الثنائية التي تجمع بين الكويت وجامايكا.

## مقارنة بين البلدين
هذه مقارنة عامة ومرجعية للدولتين:
| وجه المقارنة                                              | الكويت        | جامايكا       |
| --------------------------------------------------------- | ------------- | ------------- |
| المساحة (كم2)                                             | 17.82 ألف     | 10.99 ألف     |
| عدد السكان (نسمة)                                         | 4.14 مليون    | 2.95 مليون    |
| الكثافة السكانية (ن./كم²)                                 | 232.32        | 268.43        |
| العاصمة                                                   | مدينة الكويت  | كينغستون      |
| اللغة الرسمية                                             | اللغة العربية | لغة إنجليزية  |
| العملة                                                    | دينار كويتي   | دولار جامايكي |
| الناتج المحلي الإجمالي (بليون دولار)                      | 120.13 مليار  | 14.77 مليار   |
| الناتج المحلي الإجمالي (تعادل القوة الشرائية) بليون دولار | 290.53 مليار  | 24.79 مليار   |
| الناتج المحلي الإجمالي الاسمي للفرد دولار أمريكي          | 29.30 ألف     | 5.23 ألف      |
| الناتج المحلي الإجمالي للفرد دولار أمريكي                 | 73.25 ألف     | 8.88 ألف      |
| مؤشر التنمية البشرية                                      | 0.816         | 0.719         |
| رمز المكالمات الدولي                                      | +965          | +1876         |
| رمز الإنترنت                                              | .kw           | .jm           |
| المنطقة الزمنية                                           | ت ع م+03:00   | 00            |

## منظمات دولية مشتركة
يشترك البلدان في عضوية مجموعة من المنظمات الدولية، منها:
| علم المنظمة | اسم المنظمة                               | تاريخ انضمام الكويت | تاريخ انضمام جامايكا |
| ----------- | ----------------------------------------- | ------------------- | -------------------- |
|             | المنظمة الهيدروغرافية الدولية             | ?                   | ?                    |
|             | الاتحاد البريدي العالمي                   | ?                   | ?                    |
|             | يونسكو                                    | 18 نوفمبر 1960      | 7 نوفمبر 1962        |
|             | البنك الدولي للإنشاء والتعمير             | 13 سبتمبر 1962      | 21 فبراير 1963       |
|             | منظمة التجارة العالمية                    | ?                   | ?                    |
|             | وكالة ضمان الاستثمار متعدد الأطراف        | 12 أبريل 1988       | 12 أبريل 1988        |
|             | الاتحاد الدولي للاتصالات                  | 14 أغسطس 1959       | 18 فبراير 1963       |
|             | منظمة الشرطة الجنائية الدولية             | ?                   | ?                    |
|             | مؤسسة التمويل الدولية                     | 13 سبتمبر 1962      | 31 مارس 1964         |
|             | الأمم المتحدة                             | 14 مايو 1963        | 18 سبتمبر 1962       |
|             | منظمة حظر الأسلحة الكيميائية              | ?                   | ?                    |
|             | المركز الدولي لتسوية المنازعات الاستشارية | 4 مارس 1979         | 14 أكتوبر 1966       |

## وصلات خارجية
- موقع وزارة الخارجية الكويتية
- موقع وزارة الخارجية الجامايكية